# کلااس ورینگ
کلااس ورینگ (انگلیسی: Klaas Veering؛ زادهٔ ۲۶ سپتامبر ۱۹۸۱) ورزشکار هاکی روی چمن اهل پادشاهی هلند است.
او در مسابقات کشوری و بین‌المللی در مجموع برندهٔ ۲ مدال طلا، ۴ مدال نقره شده‌است.